# دکتر بول
دکتر بول (انگلیسی: Doctor Bull) یک فیلم به کارگردانی جان فورد است که در سال ۱۹۳۳ منتشر شد.

## خلاصه فیلم
دکتر بول، پزشکی سالخورده که ده‌ها سال به مردم خود خدمت کرده، در چندین بحران برای غرور و اعتقادات مردم خود می جنگد...

## بازیگران
- ویل راجرز در نقش دکتر بول
- ماریان نیکسون در نقش می تاپینگ
- اندی دیواین در نقش لری وارد
- برتون چرچیل در نقش هربرت بانینگ